# Giulio Bonafin
Giulio Bonafin (Venezia, 20 giugno 1934 – Mestre, 18 settembre 2006) è stato un calciatore italiano, di ruolo attaccante.

## Carriera
Dopo aver sostenuto un provino con Paolo Mazza, che lo opziona, passa grazie a Gipo Viani al Bologna. Debutta con gli emiliani il 25 febbraio 1954 realizzando una rete al Torino, ripetendosi tre giorni dopo contro la Lazio e quindi contro la Fiorentina. Viene chiamato per la nazionale giovanile ma il suo impiego è impedito da vari infortuni sinché, in una gara contro la rappresentativa svizzera, vinta dagli azzurrini per 3-2, si fa notare con una doppietta.
Ha disputato 11 campionati di Serie A con Bologna, Lanerossi Vicenza ed Udinese, totalizzando complessivamente 111 presenze e 35 reti.